# 隋與吐谷渾之戰
隋與吐谷渾之戰是一场发生在608年—609年間，隋朝攻滅吐谷渾的戰爭。隋軍集中優勢兵力，採用窮追不捨、四面合圍的戰法，數次大敗吐谷渾，將其主力消滅殆盡，消除了吐谷渾對隋朝西北部的威脅。

## 背景
吐谷渾汗國是在青海、河西一帶的強國，北有乙弗勿敵國。吐谷渾本為慕容鮮卑別部，始祖是遼西鮮卑慕容涉歸的庶長子慕容吐谷渾，慕容吐谷渾與太子慕容廆不和，率眾西遷，最後在青海一帶定居。吐谷渾於329年建汗國，典章制度類同晉制，風俗與突厥相似。首都為伏俟城（青海湖西），控制絲路青海道。北周權臣楊堅篡位建國隋朝。隋開皇初期，渾主慕容誇呂多次率軍入侵隋朝隴西一帶，還佔據西秦故地。之後發生內亂，隋朝統一中國後，慕容誇呂大幅減少入侵。
590年慕容誇呂去世，子慕容世伏立。隔年吐谷渾內亂，人民殺慕容世伏，立其弟慕容伏允為主，慕容伏允自稱可汗，即步薩鉢可汗，建立吐谷渾汗國。步薩鉢可汗對隋友好，派使朝貢，娶世伏天后隋朝宗室女光化公主為妻。然而步薩鉢可汗常打聽隋朝的情報，隋文帝非常厭惡。隋煬帝即位後，607年步薩鉢可汗派其子慕容順隨高昌、伊吾與突厥使者一起向隋朝朝貢。
隋煬帝為了去除吐谷渾以暢通絲綢之路，派裴矩邀請高昌王麴伯雅及伊吾吐屯設入隋都長安，拉攏他們以打擊吐谷渾，裴矩返國後也向隋煬帝建議要消滅吐谷渾才能控制西域。608年高車國進犯隋朝，隋煬帝派馮孝慈抵禦高車大軍，並派裴矩遊說高車國進攻吐谷渾。另一方面，吐谷渾太子慕容順尚在隋朝交聘，隋煬帝扣留他，並準備對吐谷渾宣戰。

## 戰爭過程

### 襲擊吐谷渾
608年七月，高車國聽信隋使裴矩的勸說，率軍襲擊吐谷渾，吐谷渾慘敗。步薩鉢可汗率部退入西平郡〔治湟水，今青海樂都〕境內，遣使向隋朝請求救援。隋煬帝派安德王楊雄出澆河（郡治河津，今青海貴德），許國公宇文述兵屯西平臨羌城（今青海湟源東南），接應吐谷渾敗軍。步薩鉢可汗見隋軍在此而起疑心，率眾繼續西逃。宇文述乘機領鷹揚郎將梁元禮、張峻、崔師等開始追擊，在曼頭城（今青海興海北）擊敗吐谷渾，佔領赤水城（興海東南）。隋軍繼續追擊，至丘尼川，再次大敗吐谷渾，步薩鉢可汗南奔雪山（今青海鄂陵湖南）。此役隋軍殺3000餘人，虜男女4000人，俘虜吐谷渾王公、尚書、將軍共200人。

### 隋煬帝西征
609年3月，隋煬帝西巡隴西黃河以右，出臨津關（今甘肅臨夏積石關），至西平郡，有意擊滅步薩鉢可汗率領的吐谷渾殘部。4月吐谷渾派使者隨同高昌、吐谷渾、伊吾等使入隋請和。5月，隋煬帝親征吐谷渾。他命令劉權率軍出伊吾道，追擊步薩鉢可汗至青海，俘虜干餘人，乘勝攻吐谷渾首都伏俟城（在今青海湖西）。隋煬帝親率軍追擊步薩鉢可汗，入長寧谷（今青海西寧南），越星嶺（今青海海晏東），至浩川（今大通河），步薩鉢可汗退保覆袁川（今青海湖東北一帶）。
隋煬帝令元壽南屯金山（今托賴山），段文振北屯雪山（今祁連山），楊義臣東屯琵琶峽（在今甘肅張掖西南），張壽西屯泥嶺（在今大通河上游），將步薩鉢可汗四面包圍。步薩鉢可汗派人假冒其名，率眾退守車我真山（今青海祁連東南一帶）以欺騙隋軍，本汗則數十騎逃出。
隋煬帝命張定和、柳武建追擊之，張定和輕敵冒進，被吐谷渾伏兵射殺身亡。柳武建率眾奮力反擊，大破吐谷渾，吐谷渾仙頭王率l0餘萬口歸降。6月，隋煬帝又派梁默、李瓊等追擊步薩鉢可汗，皆輕敵遭反擊被殺。隋軍經大斗拔谷，山路隘險，魚貫而出。當時風霰晦冥，與從官相失，士卒凍死者大半，隋軍最後撤退。而步薩鉢可汗最後逃奔至党項。

## 後記
吐谷渾東西四千里，南北二千里故地皆為隋朝所有，範圍東起青海湖東岸，西至塔里木盆地，北起庫魯克塔格山脈，南至崑崙山脈。隋煬帝設置西海（今青海湖西）、河源（今青海興海東南）、鄯善（今新疆若羌）、且末（今新疆且末南）四郡，其中西海郡設置在吐谷渾故都伏俟城。隋煬帝並且把隋朝所有犯輕罪的人移居到故地開墾，以隴西諸郡糧食供給。
隋煬帝擴展西方疆域，暢通隋朝與西域的聯繫，十分興盛。609年隋煬帝滅吐谷渾後率眾到張掖招見西域諸國君。高昌王麴伯雅與伊吾吐屯設等西域二十七國君主與大臣紛紛前來開宴會，呈現隋朝文物，奏樂九部音樂，十分盛大。隋書贊曰：「竟破吐谷渾，拓地數千里，並遣兵戍之。每歲委輸巨億萬計，諸蕃懾懼，朝貢相續。」 
隋煬帝冊封扣留隋朝的慕容順為吐谷渾可汗，命大寶王尼洛周為輔。可是，慕容順剛到達西平郡，尼洛周就被部下所殺，慕容順不果而還。之後，隋朝在615年之後陷入崩潰局面，步薩鉢可汗又恢復了吐谷渾汗國。

## 重要參戰人物
|  | - 隋 - 隋煬帝 - 楊雄 - 宇文述 - 梁元禮 - 張峻 - 崔師 - 劉權 - 元壽 - 段文振 - 楊義臣 - 張壽 - 張定和 - 柳武建 - 梁默 - 李瓊 | - 吐谷渾 - 步薩鉢可汗 - 仙頭王 |

### 引用
1. ↑  《北史 卷第九十六 列傳第八十四 吐谷渾》：「平陳之後，誇呂大懼，逃遁險遠，不敢為寇。」
2. ↑  《北史 卷第九十六 列傳第八十四 吐谷渾》：「自是朝貢歲至，而常訪國家消息，上甚惡之。」
3. ↑  《北史 卷第九十六 列傳第八十四 吐谷渾》：「時鐵勒犯塞，帝遣將軍馮孝慈出敦煌禦之，戰不利。鐵勒遣使謝罪請降，帝遣黃門侍郎裴矩慰撫之，諷令擊吐谷渾以自效。」此處鐵勒是指高車國。
4. ↑  《隋書 卷三 帝紀第三 煬帝上》：「吐谷渾王率衆保覆袁川，帝分命內史元壽南屯金山，兵部尚書段文振北屯雪山，太僕卿楊義臣，東屯琵琶峽，將軍張壽西屯泥嶺，四面圍之。」
5. ↑  《隋書 卷三 帝紀第三 煬帝上》：「渾主伏允以數十騎遁出，遣其名王詐稱伏允，保車我真山。」
6. ↑  《舊唐書 卷第一百九十八 列傳第一百四十八 西戎 吐谷渾》：「隋煬帝時，其王伏允來犯塞，煬帝親總六軍以討之，伏允以數十騎潛於泥嶺而遁，其仙頭王率男女十餘萬口來降。」
7. ↑  《隋書 卷八十三 列傳第四十八 吐谷渾》：「伏允遁逃，部落來降者十萬餘口。六畜三十餘萬。述追之急，伏允懼，南遁於山谷間。」
8. ↑  《北史 卷第九十六 列傳第八十四 吐谷渾》：「自西平臨羌城以西，且末以東，祁連以南，雪山以北，東西四千里，南北二千里皆為隋有。置郡、縣、鎮、戍，發天下輕罪徙居之。」
9. ↑  《資治通鑒》：「是時天下凡有郡一百九十，縣一千二百五十五，戶八百九十萬有奇。東西九千三百里，南北一萬四千八百一十五里。隋氏之盛，極於此矣。」
10. ↑  《隋書 煬帝志》：「壬子，高昌王麹伯雅來朝，伊吾吐屯設等獻西域數千里之地。上大悅。癸丑，置西海、河源、鄯善、且末等四郡。」
11. ↑  《隋書 煬帝志》：「丙辰，上禦觀風行殿，盛陳文物，奏九部樂，設魚龍蔓延，宴高昌王、吐屯設於殿上，以寵異之。其蠻夷陪列者三十餘國。戊午，大赦天下。」
12. ↑  《北史 卷第九十六 列傳第八十四 吐谷渾》：「於是留順不之遣。伏允無以自資，率其徒數千騎，客於黨項。帝立順為主，送出玉門，令統餘眾，以其大寶王泥洛周為輔。至西平，其部下殺洛周，順不果入而還。」
13. ↑  《北史 卷第九十六 列傳第八十四 吐谷渾》：「大業末，天下亂，伏允複其故地，屢寇河右，郡縣不能制。」